# Henri Caroine
Henri Caroine (Papeete, 7 de setembro de 1981) é um futebolista taitiano que atua como atacante. Atualmente joga pelo AS Dragon e defende a Seleção Taitiana de Futebol.